# Sedia Diamond
Progettata nel 1951 da Harry Bertoia la sedia Diamond rappresenta oggi una delle più popolari icone del design a livello internazionale. È famosa sia per le linee geometriche, una maglia a rete di fili di metallo che ricorda appunto la forma di un diamante, sia per il fatto di essere interamente in materiale metallico, materiale che fino ad allora non era mai stato usato, in tal modo, per la realizzazione di mobili.
Come molte altre creazioni di design di Harry Bertoia, agli occhi di un esperto lascia intravedere il background formativo dell'autore nel campo della scultura nell'artisticità dell'aspetto tridimensionale da ogni angolazione. In altre parole la sedia Diamond ha un valore estetico non solo se vista da davanti o da  un lato, ma anche se vista da sopra, da sotto e da ogni angolazione intermedia.
Harry Bertoia una volta disse «Se guardi queste sedie, vedi che sono come sculture fatte principalmente di aria. Lo spazio le attraversa.»
Prodotte dalla manifattura Knoll tutte le sedie della linea o di altre tipologie a rete sono dotate di un cuscino che si fissa alla seduta e può essere rimosso.